# 蒋家俊
蒋家俊（1913年—1946年6月28日），字哲民，汉族（另说系契丹后裔），云南省勐板芒牛坝（今属芒市勐戛镇）人。为末任勐板土千总。

## 生平
幼年受学于土司署幕宾赵存仁，后于龙陵县两级小学毕业。1932年，父蒋广发告替后，继任勐板土千总。1942年日军占领潞西后，蒋家俊被委任为抗日游击队司令部秘书，1944年又被委任为龙潞游击支队第三支队长，滇西大反攻时留守芒市，代理潞西设治局长。因积劳成疾，于1946年6月28日病逝。:262-264

## 家庭
妻为杨庆英，系果敢土司杨文炳之妹，中华人民共和国成立后移居缅甸腊戌，1983年病故，二人育有三女:264。